# سیدنی مورگان
سیدنی مورگان (انگلیسی: Sidney Morgan؛ ۲ اوت ۱۸۷۴ – ۱۱ ژوئن ۱۹۴۶) یک کارگردان، فیلم‌نامه‌نویس، تهیه‌کننده، و هنرپیشه اهل بریتانیا بود.
از فیلم‌ها یا برنامه‌های تلویزیونی که وی در آن نقش داشته‌است می‌توان به جونو و پایکوک به عنوان بازیگر اشاره کرد.